# 木棉花国際
木棉花国際（もくめんかこくさい、Muse Communication Co., Ltd.、Muse）は、日本のアニメの配信を専門とする台湾の配給・ライセンス会社。

## 主な作品

### アニメ
- 86-エイティシックス-
- とある魔術の禁書目録
- あの日見た花の名前を僕達はまだ知らない。
- From ARGONAVIS
- 本好きの下剋上
- 暗殺教室
- 進撃の巨人
- BanG Dream!
- 出会って5秒でバトル
- ブラック・ブレット
- 痛いのは嫌なので防御力に極振りしたいと思います。
- この勇者が俺TUEEEくせに慎重すぎる
- はたらく細胞
- ようこそ実力至上主義の教室へ
- 戦闘員、派遣します!
- 鬼滅の刃
- FAIRY TAIL
- ゴブリンスレイヤー
- カノジョも彼女
- 天元突破グレンラガン
- HUNTER×HUNTER
- ひげを剃る。そして女子高生を拾う。
- 氷菓
- ダンジョンに出会いを求めるのは間違っているだろうか
- ご注文はうさぎですか?
- 異世界かるてっと
- ジョジョの奇妙な冒険
- かぐや様は告らせたい〜天才たちの恋愛頭脳戦〜
- くまクマ熊ベアー
- ラブライブ!シリーズ
- ラブライブ!虹ヶ咲学園スクールアイドル同好会
- ラブライブ!スーパースター!!
- 無職転生 〜異世界行ったら本気だす〜
- その着せ替え人形は恋をする
- 乙女ゲームの破滅フラグしかない悪役令嬢に転生してしまった
- 先輩がうざい後輩の話
- ワンパンマン
- 魔法少女まどか☆マギカ
- 青春ブタ野郎シリーズ
- 彼女、お借りします
- Re:ゼロから始める異世界生活
- SPY×FAMILY
- ソードアート・オンライン
- 無能なナナ
- 月曜日のたわわ
- 探偵はもう、死んでいる
- からかい上手の高木さん
- ゴッド・オブ・ハイスクール
- 七つの大罪
- 転生したらスライムだった件
- ゼロの使い魔
- 東京卍リベンジャーズ
- うしおととら
- 魔女の旅々
- 魔入りました!入間くん
- 終末なにしてますか? 忙しいですか? 救ってもらっていいですか?

### 特撮
- ウルトラシリーズ
- 仮面ライダーシリーズ
- スーパー戦隊シリーズ